# Язловецький Павло Олександрович
Павло́ Олекса́ндрович Язлове́цький — капітан Збройних сил України, учасник російсько-української війни, що відзначився у ході російського вторгнення в Україну. Герой України (2025).

## Життєпис
Під час російського вторгнення в Україну — командир десантно-штурмової роти 82-ї окремої десантно-штурмової бригади Збройних сил України.
Брав участь у боях у Курській області. Зокрема, у серпні 2024 проводив рейди, під час яких його підрозділ тричі потрапив у вогневі засідки, але зміг зайняти визначений рубіж. Павло Язловецький організував зайняття кругової оборони та влаштував засідку для противника. Під його командуванням 102 воїни протягом двох днів пройшли десятки кілометрів підконтрольними ворогу територіями та змогли вийти з оточення. Підрозділ знищив близько трьох взводів, чотири одиниці бойової броньованої техніки та близько десяти одиниць автомобільної техніки.

## Нагороди
- Звання Герой України з врученням ордена «Золота Зірка» (2 січня 2025) — за особисту мужність і героїзм, виявлені у захисті державного суверенітету та територіальної цілісності України, самовіддане служіння Українському народові[2]. Орден вручив у Києві 6 лютого 2025 року президент України Володимир Зеленський[1].